# Голлі Бредшоу
Голлі Бредшоу (2 листопада 1991 , Престон, Північно-Західна Англія ) — британська легкоатлетка, що спеціалізується на стрибках з жердиною, бронзова призерка Олімпійських ігор 2020 року, призерка чемпіонатів світу та Європи у приміщенні.

## Кар'єра
| Рік                         | Змагання                      | Місце проведення            | Місце                       | Дисципліна                  | Результат                   | Примітки                    |
| Представник Велика Британія | Представник Велика Британія   | Представник Велика Британія | Представник Велика Британія | Представник Велика Британія | Представник Велика Британія | Представник Велика Британія |
| --------------------------- | ----------------------------- | --------------------------- | --------------------------- | --------------------------- | --------------------------- | --------------------------- |
| 2010                        | Чемпіонат світу серед юніорів | Монктон, Канада             | 3                           | стрибки з жердиною          | 4.15 м                      |                             |
| 2011                        | Чемпіонат Європи в приміщенні | Париж, Франція              | 11 (кв.)                    | стрибки з жердиною          | 4.45 м                      |                             |
| 2011                        | Чемпіонат світу               | Тегу, Південна Корея        | —                           | стрибки з жердиною          | NM                          |                             |
| 2012                        | Чемпіонат світу в приміщенні  | Стамбул, Туреччина          | 3                           | стрибки з жердиною          | 4.70 м                      |                             |
| 2012                        | Олімпійські ігри              | Лондон, Велика Британія     | 6                           | стрибки з жердиною          | 4.45 м                      |                             |
| 2013                        | Чемпіонат Європи в приміщенні | Гетеборг, Швеція            | 1                           | стрибки з жердиною          | 4.67 м                      |                             |
| 2014                        | Чемпіонат світу в приміщенні  | Сопот, Польща               | 9                           | стрибки з жердиною          | 4.55 м                      |                             |
| 2015                        | Чемпіонат світу               | Пекін, Китай                | 6                           | стрибки з жердиною          | 4.70 м                      |                             |
| 2016                        | Олімпійські ігри              | Ріо-де-Жанейро, Бразилія    | 5                           | стрибки з жердиною          | 4.70 м                      |                             |
| 2017                        | Чемпіонат світу               | Лондон, Велика Британія     | 6                           | стрибки з жердиною          | 4.65 м                      |                             |
| 2018                        | Ігри Співдружності            | Голд-Кост, Австралія        | 4                           | стрибки з жердиною          | 4.60 м                      |                             |
| 2018                        | Чемпіонат Європи              | Берлін, Німеччина           | 9                           | стрибки з жердиною          | 4.75 м                      |                             |
| 2019                        | Чемпіонат Європи в приміщенні | Глазго, Велика Британія     | 2                           | стрибки з жердиною          | 4.75 м                      |                             |
| 2019                        | Чемпіонат світу               | Доха, Катар                 | 4                           | стрибки з жердиною          | 4.80 м                      |                             |
| 2021                        | Чемпіонат Європи в приміщенні | Торунь, Польща              | 3                           | стрибки з жердиною          | 4.65 м                      |                             |
| 2021                        | Олімпійські ігри              | Токіо, Японія               | 3                           | стрибки з жердиною          | 4.85 м                      |                             |